# Estació de Paral·lel
Paral·lel (antigament anomenada Poble Sec) és una estació de les línies L2 i L3 del Metro de Barcelona situada sota l'Avinguda Paral·lel entre els districtes de Sants-Montjuïc i Ciutat Vella de Barcelona. També és l'inici del funicular de Montjuïc.
L'estació de la L3 es va inaugurar el 1970 amb el nom de Pueblo Seco com a part de la línia III. El 1975 es va convertir en l'estació de canvi de tren de la línia III amb la línia IIIB a causa de diferències de corrent fins que el 1982 es van unificar ambdues línies i es van convertir en l'actual L3, a més es va canviar el nom de l'estació per l'actual de Paral·lel.
El 1997 es van inaugurar les andanes de la L2, reaprofitant les antigues de la línia IIIB. Actualment n'és l'estació capçalera fins que es faci el perllongament de la L2 entre Sant Antoni i l'Aeroport del Prat, llavors aquesta línia deixaria de donar-hi servei.

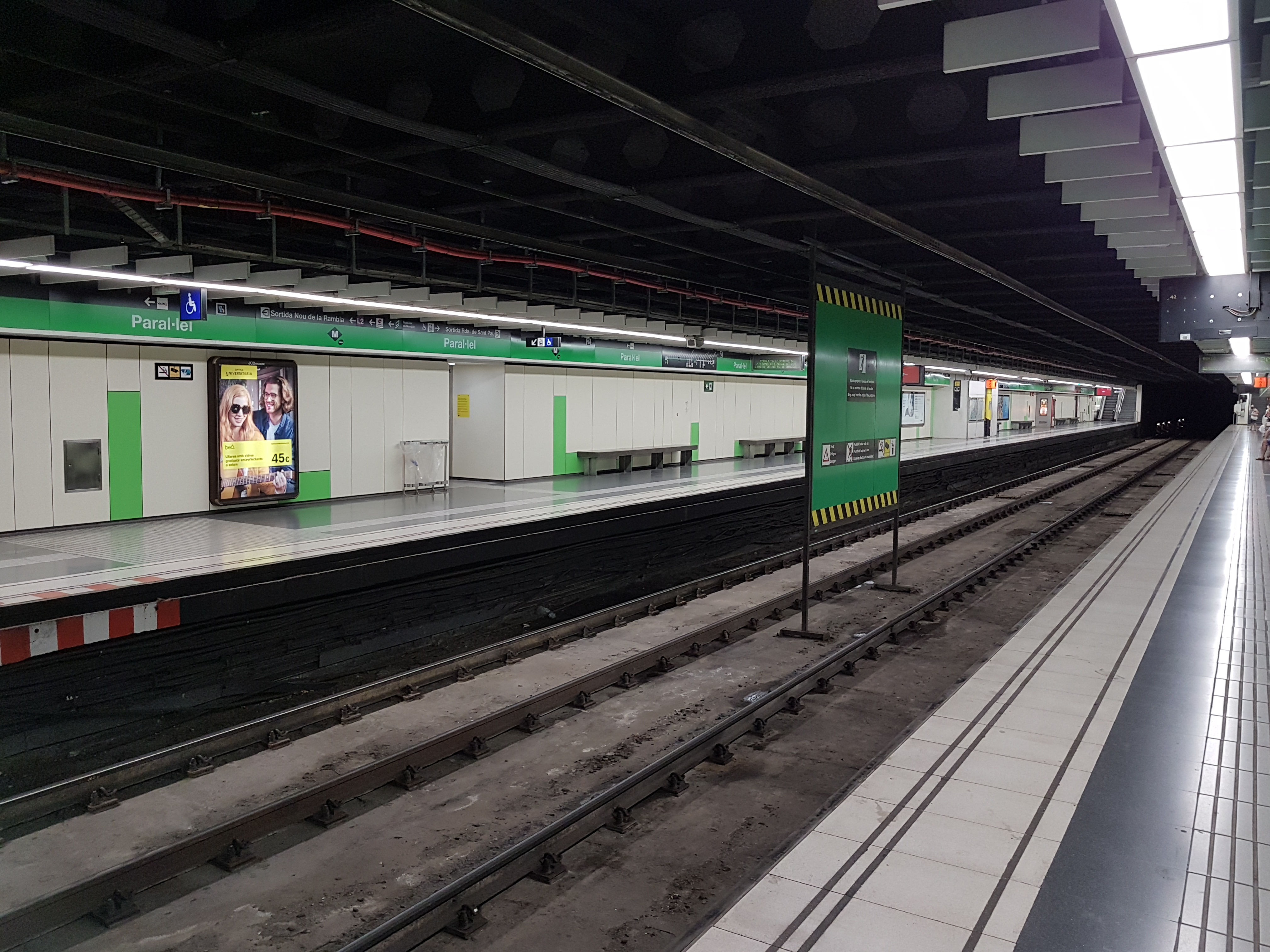
L'estació de metro de la L3
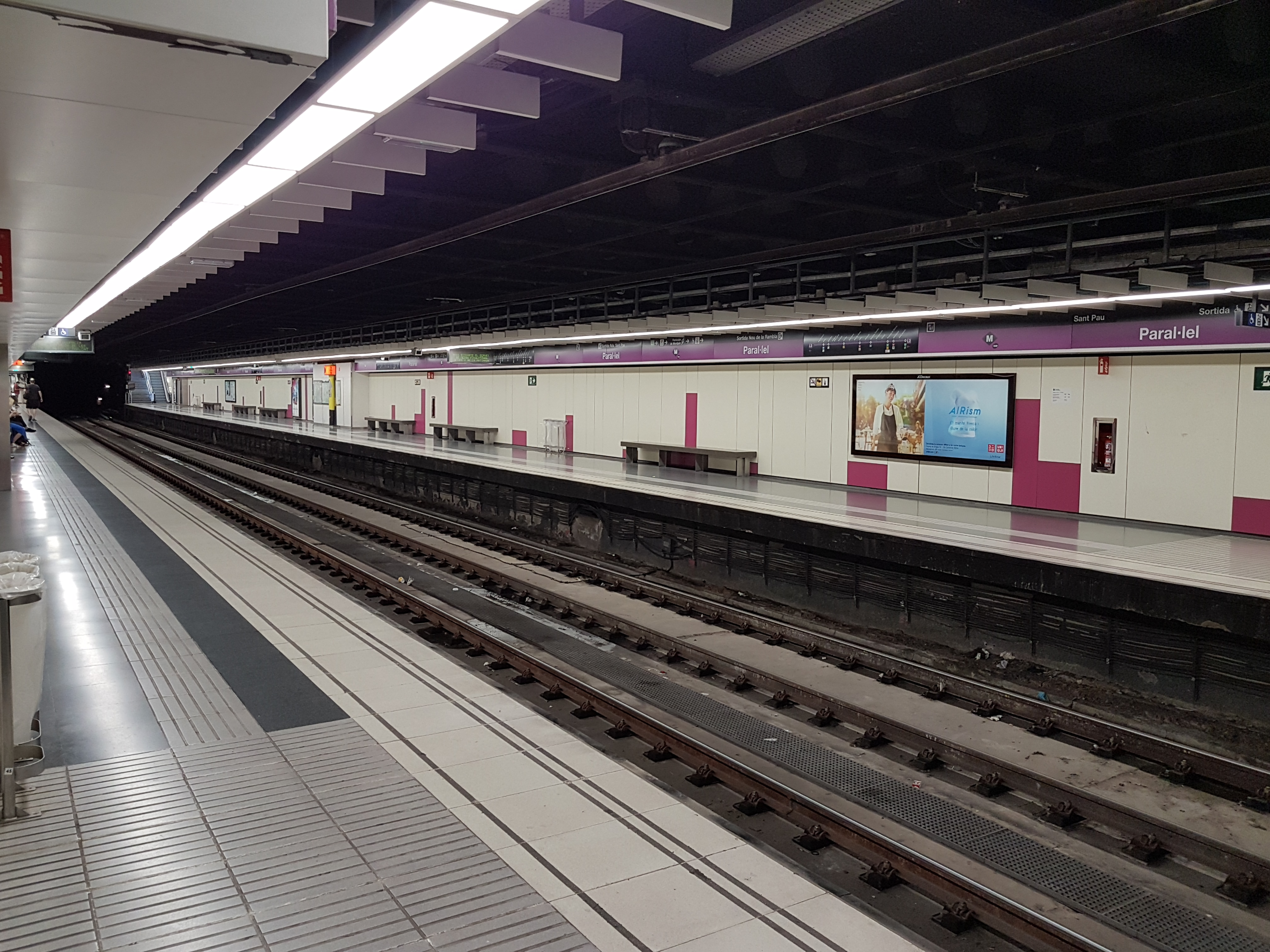
L'estació de metro de la L2
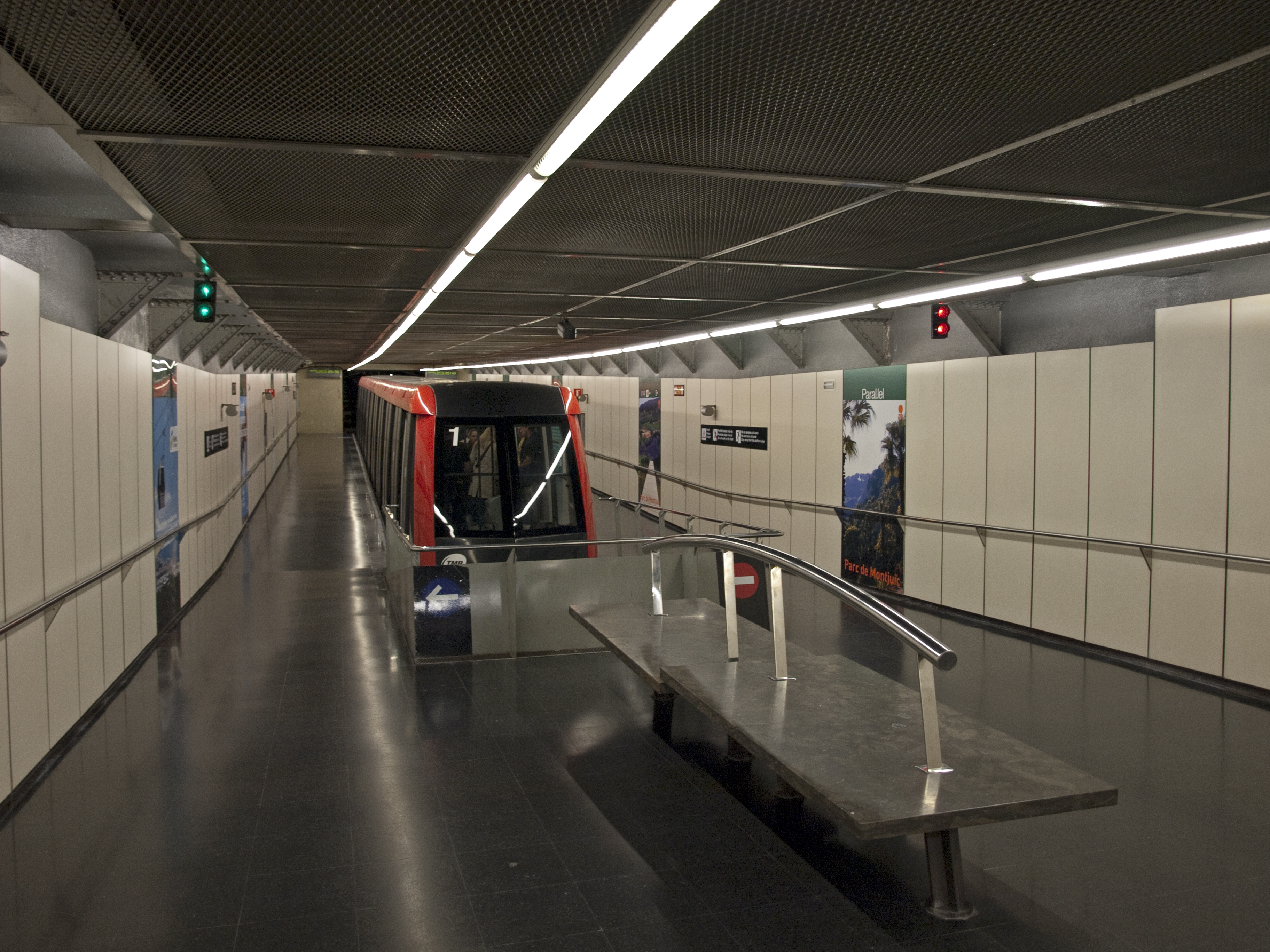
L'estació del funicular de Montjuïc

## Serveis ferroviaris
| Procedència/Destinació | <         | Línia | >                | Procedència/Destinació |
| ---------------------- | --------- | ----- | ---------------- | ---------------------- |
| Metro de Barcelona     |           |       |                  |                        |
| terminal               | terminal  |       | Sant Antoni      | Badalona Pompeu Fabra  |
| Zona Universitària     | Poble Sec |       | Drassanes        | Trinitat Nova          |
| Funicular de Montjuïc  |           |       |                  |                        |
| terminal               | terminal  |       | Parc de Montjuïc | Parc de Montjuïc       |

## Galeria d'imatges

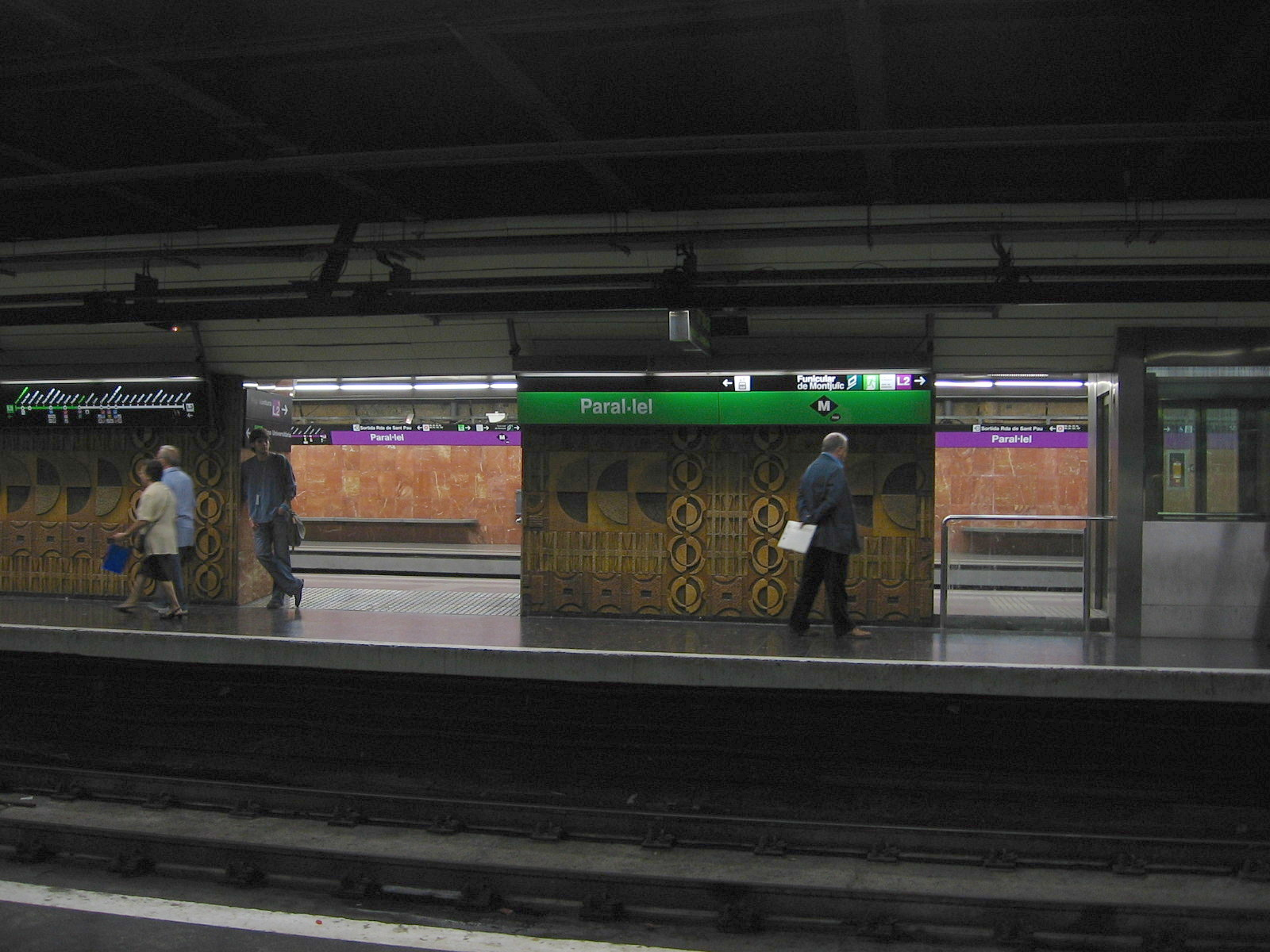
Les estacions de la L3 i L2 el 2005
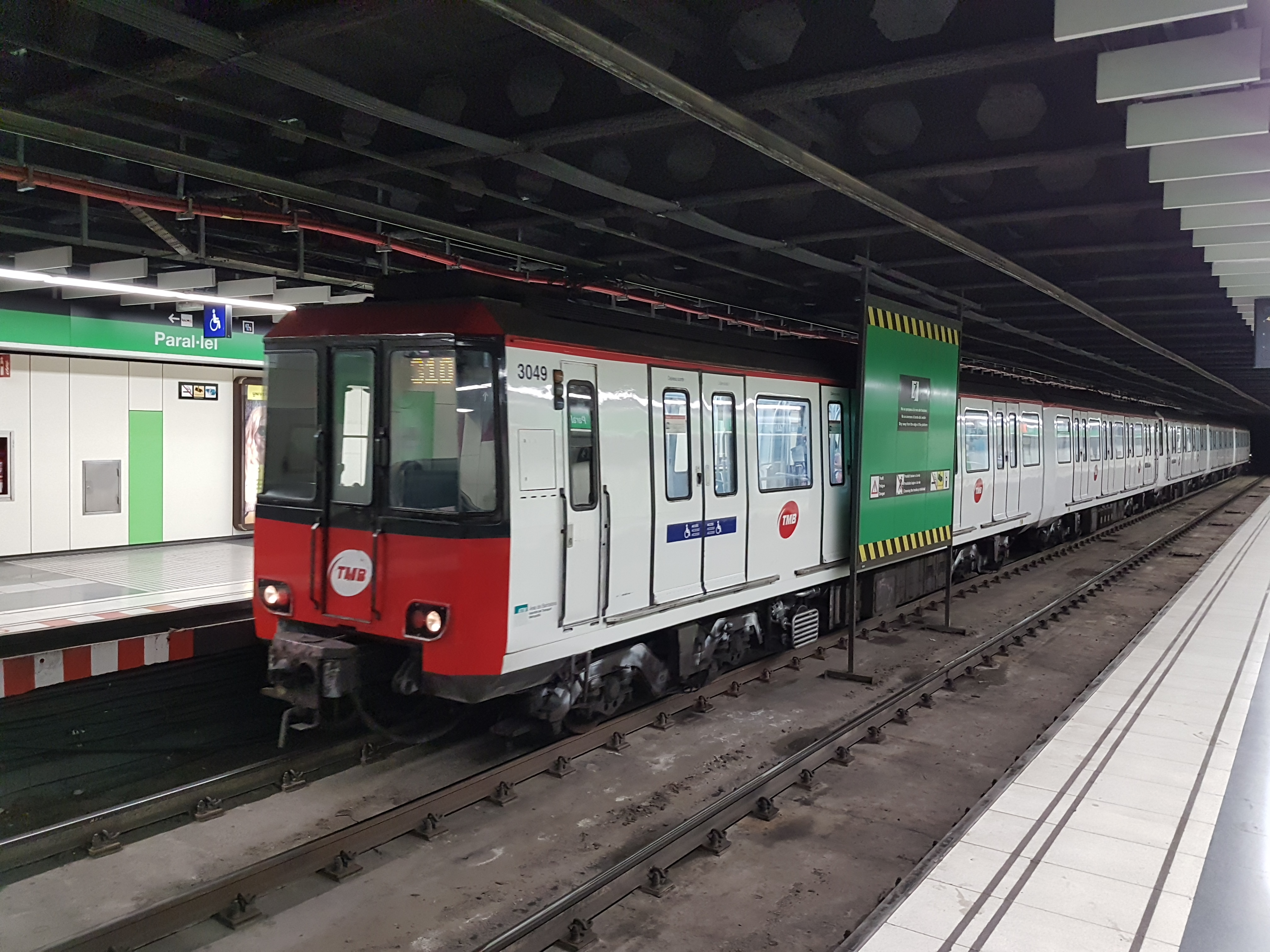
Unitat 3000 a l'estació de la L3 direcció Trinitat Nova
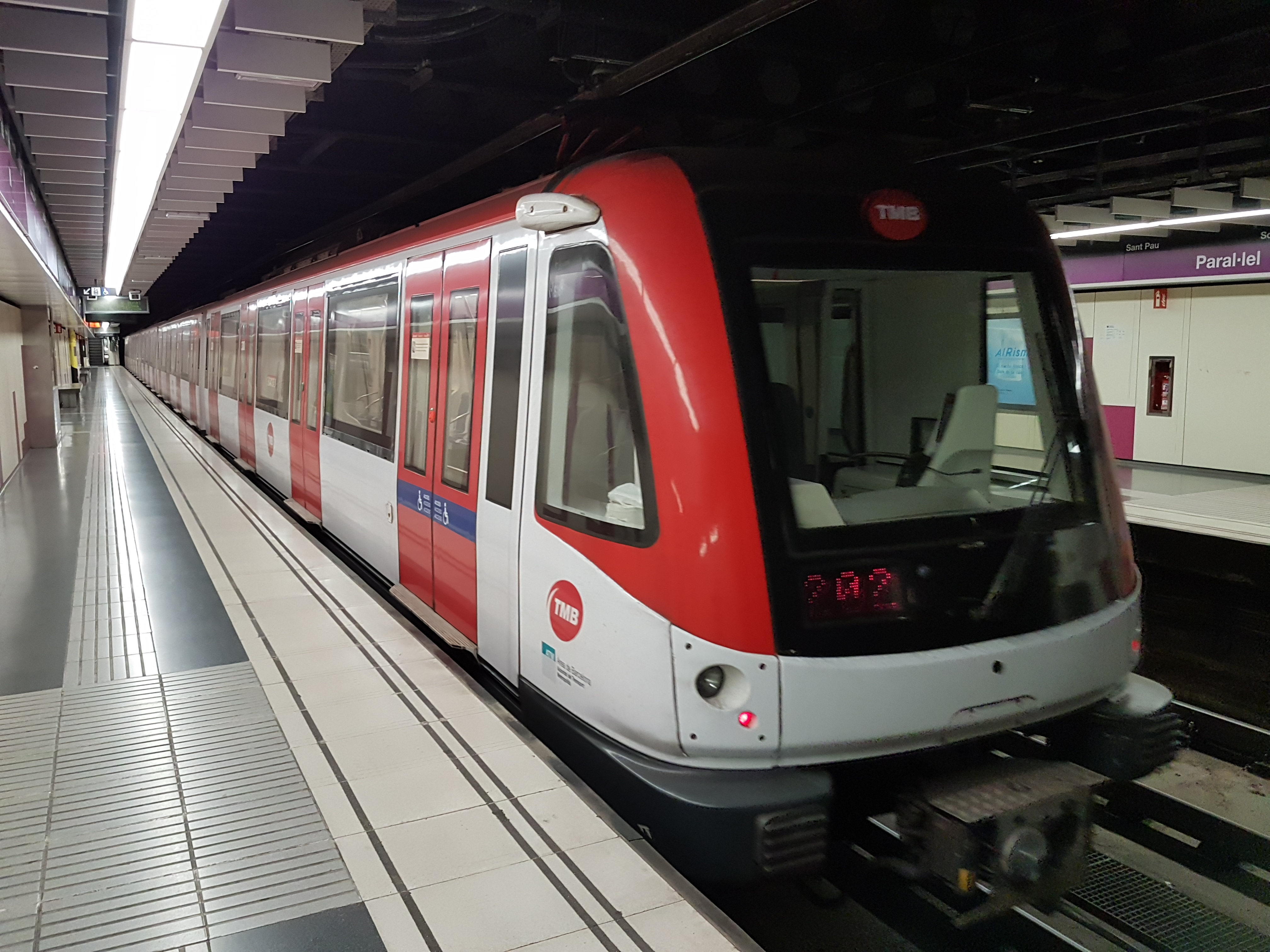
Unitat 9000 a l'estació de la L2 iniciant servei cap a Badalona

## Accessos
- Avinguda Paral·lel